# St. Bernard megye
Saint Bernard megye az Amerikai Egyesült Államokban, azon belül Louisiana államban található. Megyeszékhelye és legnagyobb városa Chalmette. Lakosainak száma 43 764 fő (2020. április 1.). St. Bernard megye Plaquemines és Orleans megyékkel határos.

## Népesség
A megye népességének változása:
| Lakosok száma | 36 798 | 39 523 | 41 567 | 43 482 | 45 408 | 43 764 |
|               | 2010   | 2011   | 2012   | 2013   | 2015   | 2020   |